# 噴火警戒レベル

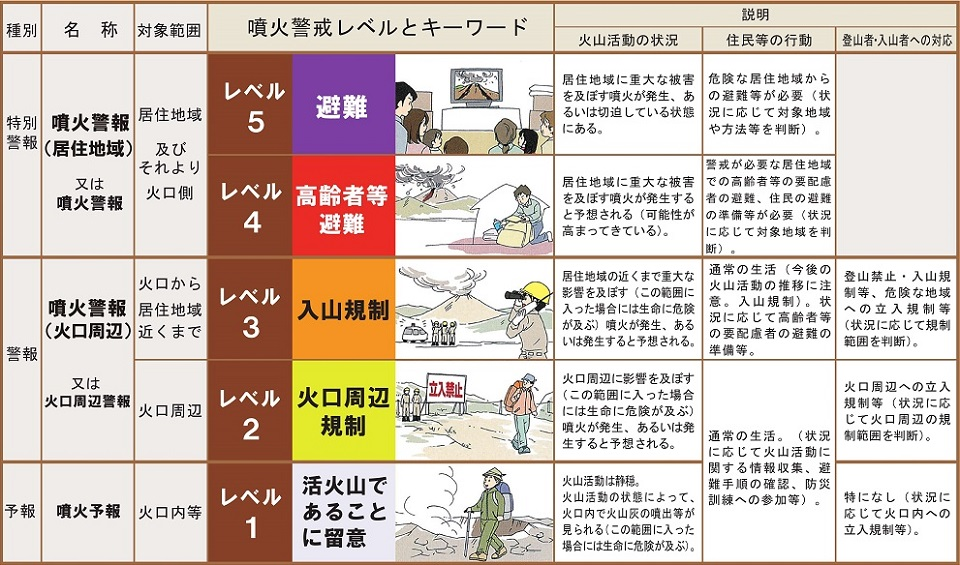
噴火警戒レベル

噴火警戒レベル（ふんかけいかいレベル、英語: Volcanic Alert Levels）とは、日本において、各火山の活動状況に応じて必要な防災対応や警戒範囲を示すものとして気象庁が発表する指標で、1（活火山であることに留意）から5（避難）までの5段階が設けられている。
火山毎に常時発表されており、レベルの変更は噴火警報もしくは予報の発表により行われる。2007年12月に開始され、現在（2022年6月時点）49火山が対象。

## 噴火警戒レベルの区分
1から5の5段階である。噴火警報・予報と一体となって、常時発表されている。レベル1のときは噴火予報、レベル2からレベル5のときは噴火警報の本文内で変更を周知する。
なお、導入時のレベル1の呼称は「平常」であった。2014年9月27日の御嶽山の噴火の後「安全だという誤解につながる」という声が上がり、2015年5月18日14時より「活火山であることに留意」に変更された。また同時に、レベルの引き上げに至らない火山活動の変化がある場合には、「火山の状況に関する解説情報」を「臨時」と明記して発表することとなった。
| 種別     | レベル | 呼称                    | 対応する警報等        | 火山活動の度合い                                                                                           | 避難行動などの目安                                                                             |
| -------- | ------ | ----------------------- | --------------------- | --- | ---------------------------------------------------------------------------------------------- |
| 特別警報 | 5      | 避難                    | 噴火警報 （居住地域） | 居住地域に重大な被害をもたらす火山活動（噴火）が発生した、あるいはその恐れが高く切迫した状態にある。       | 危険な地域ではすべての住民が避難する。                                                         |
| 特別警報 | 4      | 高齢者等避難            | 噴火警報 （居住地域） | 居住地域に重大な被害をもたらす火山活動（噴火）が発生すると予想され、その恐れが高まっている。               | 災害時要援護者は避難する。危険な地域ではほかの住民も避難の準備を行う。                         |
| 警報     | 3      | 入山規制                | 噴火警報 （火口周辺） | 生命に危険を及ぼす火山活動（噴火）が発生し、居住地域の近くにも及んだ、あるいはその恐れがある。             | 状況に応じて、登山禁止や入山規制などが行われる。災害時要援護者の避難準備が行われる場合もある。 |
| 警報     | 2      | 火口周辺規制            | 噴火警報 （火口周辺） | 火口内や火口の周辺部で、生命に危険を及ぼす火山活動（噴火）が発生した、あるいはその恐れがある。             | 火口周辺は立ち入りが規制される。                                                               |
| 予報     | 1      | 活火山であることに 留意 | 噴火予報              | 火山活動はほぼ静穏だが、火山灰を噴出するなど活動状態に変動があり、火口内では生命に危険が及ぶ可能性がある。 | 火口内では立ち入りの規制をする場合がある。                                                     |

## 発表基準
基準は、各火山での火山活動の想定に基づいて設定されている。なお基準は不変のものではなく、火山活動の状況が変わったり、研究により新たな知見を得たりした場合などに見直される。また、2015年3月の火山噴火予知連絡会の提言に基づき、2016年3月から、準備の整った火山より噴火警戒レベルの判定基準を順次公表している（2019年9月時点で、34火山）。
具体的なレベルの引き上げ・引き下げの基準は火山によりさまざまである。一例を示すと、火山性微動の振幅増大や一定時間以上の継続、火山性地震、火口底の赤熱現象、土砂噴出の活発化、火山ガス放出量の増加、湯だまりの量の減少、GNSS等による山体膨張を示す地殻変動、傾斜計等による火口直下の増圧を示す急速な地殻変動、熱異常の発現、噴火活動中の火孔閉塞によるとみられる火山性微動の長時間停止などの前兆現象、また噴石の遠方への飛散や大きな空振などの噴火活動が挙げられる。
こうした基準設定は、あくまで過去の噴火活動の文献や近代以降の観測記録、その時点での科学的知見をベースとする噴火シナリオに基づいて作られている。そのため、異常が観測されずに噴火したり、典型的でない・経験していないシナリオで噴火が推移する可能性もある。また、警戒レベルに応じた立ち入り規制や避難計画のゾーニングはあくまで想定される火口の噴火シナリオのものであり、直近は活動していないことなどからゾーニングの対象となっていない火口もある。一例として阿蘇山では、中岳火口からの噴火を想定したゾーニングとなっていて、長期的に火山活動の兆候のない杵島岳、往生岳、米塚を中心としたゾーニングは現段階で行われていない。

## 歴史

### 制定の経緯
噴火警戒レベルの導入以前、気象庁は火山活動の状況を容易に理解することを目的として、2003年11月4日から「火山活動度レベル」をいくつかの火山について発表していた。これは0〜5の6段階で火山の活動度を表すものであったが、内閣府が2006年に設置した、火山情報等に対応した火山防災対策検討会において、当該レベルが火山現象に中心をおき、受け手の住民側にとって切迫度がイメージできず適切な防災行動に活用しづらい点が指摘された。
その後の議論を経て2007年3月22日に「噴火時等の避難体制に係る火山防災対策のあり方（仮称）骨子」が公表され、気象庁の発表する火山情報を更に防災活動に適した形式へ変更し、火山周辺の住民や観光客など一時滞在者の避難計画策定を促進したうえで密接にリンクさせる必要性が示された。火山活動度レベルについては、火山活動状況に関して噴火時等の避難行動等を踏まえ区分された新しいレベルに変更するよう提言されている。
2007年6月7日には、検討会において新しいレベルの名称を「噴火警戒レベル」と提言されたことが発表され、その概要が気象庁から公表された。

### 発表開始の準備と対象火山の追加
日本国内には、気象庁が噴火予報（噴火警報）を発表している活火山が111（2017年6月現在）ある。このうち防災上の必要性が高い50の火山を火山噴火予知連絡会が「火山防災のために監視・観測体制の充実等の必要がある火山」に選定し、気象庁や大学などが24時間体制で活動を監視している（常時観測火山）。
50の火山の地元では、順次設置された火山防災協議会にて市町村・都道府県、気象台、火山専門家、警察、消防などが協議を行い、地域防災計画に火山活動のレベルに応じた避難開始時期と範囲を盛り込む。この準備が整った火山から、順次噴火警戒レベルの発表を開始している。
2007年12月1日に開始された当初は16火山だったが、順次追加されて現在に至る。
活動火山対策特別措置法の2015年改正まで、火山防災協議会の設置は任意だった。そのため、大雪山、蔵王山、鳥海山、乗鞍岳など2015年まで協議会が設置されない地域があった（協議会での調整を要する火山の地域防災計画がないため、噴火警戒レベルの発表対象ではなかった）。法改正により50の常時観測火山で設置が義務付けられ、その後発表対象に追加された。
なお、50の常時観測火山のうち、硫黄島は、まだ噴火警戒レベルの発表対象ではない（噴火警報・予報に関しては対象となっている）。

### 噴火警戒レベルの設定をめぐる裁判
多数の死傷者、行方不明者が出た2014年の御嶽山噴火では、被害が拡大した要因の一つには噴火警戒レベルを引きあげなかった気象庁にあるなどとして、遺族ら32人が国と長野県に計3億7600万円の損害賠償を求める訴訟を起こした。2022年7月13日、長野地方裁判所松本支部は、噴火警戒レベルを引き上げなかった気象庁の判断を批判しつつも、原告側の請求を棄却した。

## 現在の対象火山
2022年5月現在、対象は以下の49火山である。1つの火山を複数のゾーンに区分して別々に警戒レベルを設定するものもあり、霧島山は「えびの高原（硫黄山）周辺」・「新燃岳」・「御鉢」の3つに、草津白根山は「白根山（湯釜付近）」・「本白根山」の2つにそれぞれ区分する。また伊豆東部火山群や鶴見岳・伽藍岳の活火山群では、複数の火山を含む火山群を1つの火山と数えている。最新の噴火警戒レベル導入火山は、2022年3月24日に追加された十和田である。
| 火山           | 火山                     | 都道府県               | 導入年月日     | 判定基準 | 主な火山活動（最大レベル）                                     |
| -------------- | ------------------------ | ---------------------- | -------------- | -------- | -------------------------------------------------------------- |
| アトサヌプリ   | アトサヌプリ             | 北海道                 | 2016年3月23日  | 公表済   |                                                                |
| 雌阿寒岳       | 雌阿寒岳                 | 北海道                 | 2008年12月16日 | 公表済   |                                                                |
| 大雪山         | 大雪山                   | 北海道                 | 2019年3月18日  | 公表済   |                                                                |
| 十勝岳         | 十勝岳                   | 北海道                 | 2008年12月16日 | 未公表   |                                                                |
| 樽前山         | 樽前山                   | 北海道                 | 2007年12月1日  | 未公表   |                                                                |
| 有珠山         | 有珠山                   | 北海道                 | 2008年6月9日   | 未公表   |                                                                |
| 倶多楽         | 倶多楽                   | 北海道                 | 2014年10月1日  | 未公表   |                                                                |
| 北海道駒ケ岳   | 北海道駒ケ岳             | 北海道                 | 2007年12月1日  | 未公表   |                                                                |
| 恵山           | 恵山                     | 北海道                 | 2016年3月23日  | 公表済   |                                                                |
| 岩木山         | 岩木山                   | 青森県                 | 2016年7月26日  | 公表済   |                                                                |
| 八甲田山       | 八甲田山                 | 青森県                 | 2019年7月30日  | 公表済   |                                                                |
| 十和田         | 十和田                   | 青森県・秋田県         | 2022年3月24日  | 公表済   |                                                                |
| 秋田焼山       | 秋田焼山                 | 秋田県                 | 2013年7月25日  | 未公表   |                                                                |
| 岩手山         | 岩手山                   | 岩手県                 | 2007年12月1日  | 公表済   |                                                                |
| 秋田駒ケ岳     | 秋田駒ケ岳               | 秋田県                 | 2009年10月27日 | 公表済   |                                                                |
| 鳥海山         | 鳥海山                   | 秋田県・山形県         | 2018年3月27日  | 公表済   |                                                                |
| 栗駒山         | 栗駒山                   | 岩手県・秋田県・宮城県 | 2019年5月30日  | 公表済   |                                                                |
| 蔵王山         | 蔵王山                   | 宮城県・山形県         | 2016年7月26日  | 公表済   |                                                                |
| 吾妻山         | 吾妻山                   | 福島県                 | 2007年12月1日  | 公表済   |                                                                |
| 安達太良山     | 安達太良山               | 福島県                 | 2009年3月31日  | 公表済   |                                                                |
| 磐梯山         |                          | 福島県                 | 2009年3月31日  | 公表済   |                                                                |
| 那須岳         | 那須岳                   | 福島県・栃木県         | 2009年3月31日  | 公表済   |                                                                |
| 日光白根山     | 日光白根山               | 栃木県・群馬県         | 2016年12月6日  | 公表済   |                                                                |
| 草津白根山     | 本白根山                 | 群馬県                 | 2018年3月16日  | 公表済   | 2018年1月23日の噴火（レベル3）                                 |
| 草津白根山     | 白根山（湯釜付近）       | 群馬県                 | 2007年12月1日  | 公表済   |                                                                |
| 浅間山         | 浅間山                   | 群馬県・長野県         | 2007年12月1日  | 公表済   |                                                                |
| 新潟焼山       | 新潟焼山                 | 新潟県                 | 2011年3月31日  | 未公表   |                                                                |
| 焼岳           | 焼岳                     | 長野県・岐阜県         | 2011年3月31日  | 未公表   |                                                                |
| 乗鞍岳         | 乗鞍岳                   | 長野県・岐阜県         | 2019年3月18日  | 公表済   |                                                                |
| 弥陀ヶ原       | 弥陀ヶ原                 | 富山県                 | 2019年5月30日  | 公表済   |                                                                |
| 御嶽山         | 御嶽山                   | 長野県・岐阜県         | 2008年3月31日  | 公表済   | 2014年の噴火（レベル3）                                        |
| 白山           | 白山                     | 石川県・岐阜県         | 2014年9月2日   | 公表済   |                                                                |
| 富士山         | 富士山                   | 山梨県・静岡県         | 2007年12月1日  | 公表済   |                                                                |
| 箱根山         | 箱根山                   | 神奈川県・静岡県       | 2009年3月31日  | 公表済   |                                                                |
| 伊豆東部火山群 | 伊豆東部火山群           | 静岡県                 | 2011年3月31日  | 未公表   |                                                                |
| 伊豆大島       | 伊豆大島                 | 東京都                 | 2007年12月1日  | 公表済   |                                                                |
| 新島           | 新島                     | 東京都                 | 2019年7月30日  | 公表済   |                                                                |
| 神津島         |                          | 東京都                 | 2019年7月30日  | 公表済   |                                                                |
| 三宅島         | 三宅島                   | 東京都                 | 2008年3月31日  | 公表済   |                                                                |
| 八丈島         | 八丈島                   | 東京都                 | 2018年5月30日  | 公表済   |                                                                |
| 青ヶ島         |                          | 東京都                 | 2018年5月30日  | 公表済   |                                                                |
| 鶴見岳・伽藍岳 | 鶴見岳・伽藍岳           | 大分県                 | 2016年7月26日  | 公表済   |                                                                |
| 九重山         | 九重山                   | 大分県                 | 2007年12月1日  | 未公表   |                                                                |
| 阿蘇山         | 阿蘇山                   | 熊本県                 | 2007年12月1日  | 公表済   | 2021年10月20日の噴火（レベル3）                                |
| 雲仙岳         | 雲仙岳                   | 長崎県                 | 2007年12月1日  | 公表済   |                                                                |
| 霧島山         | えびの高原（硫黄山）周辺 | 宮崎県                 | 2016年12月6日  | 公表済   | 2018年4月19日の噴火（レベル3）                                 |
| 霧島山         | 新燃岳                   | 鹿児島県・宮崎県       | 2007年12月1日  | 公表済   |                                                                |
| 霧島山         | 御鉢                     | 鹿児島県・宮崎県       | 2007年12月1日  | 公表済   |                                                                |
| 桜島           | 桜島                     | 鹿児島県               | 2007年12月1日  | 公表済   | 2015年8月〜9月の活動（レベル4） 2022年7月24日の噴火（レベル5） |
| 薩摩硫黄島     | 薩摩硫黄島               | 鹿児島県               | 2007年12月1日  | 未公表   |                                                                |
| 口永良部島     | 口永良部島               | 鹿児島県               | 2007年12月1日  | 公表済   | 2015年の噴火（レベル5）                                        |
| 諏訪之瀬島     | 諏訪之瀬島               | 鹿児島県               | 2007年12月1日  | 未公表   |                                                                |